# Малая Элнать
Малая Элнать — река в России, протекает в Любимском районе Ярославской области. Сливаясь с Большой Элнатью образует реку Элнать.
Сельские населённые пункты около реки: Пятино, Журавлево, Кипино, Дор, Минино, Ключевая.
Пересекает железную дорогу Данилов — Буй.